# Huis te Bemmel
Het Huis te Bemmel of Huis Bemmel is een kasteel in het Nederlandse dorp Bemmel, provincie Gelderland.

## Geschiedenis
Het kasteel wordt voor het eerst genoemd in 1354: het werd toen ingenomen en gedeeltelijk verwoest door Edward van Gelre, die op dat moment in een strijd was verwikkeld met zijn broer Reinald.
In 1405 staat het kasteel voor het eerst vermeld in het leenregister van Gelre. In dat jaar kreeg Gerard van Doornick het kasteel in leen. Het Huis Bemmel werd in de leenakten ‘dat huys to Bemmel’ genoemd, hetgeen er op zou kunnen wijzen dat dit kasteel oorspronkelijk het hof van Bemmel was. Uiteindelijk zou het zwaartepunt van de macht in Bemmel naar kasteel De Kinkelenburg verschuiven.
In 1481 was het kasteel in handen van Goossen van Bemmel. Zijn zoon Joost, landrentmeester van Gelderland en ambtman en eerste rentmeester van de Over-Betuwe verkreeg het in 1538 in leen. Nadat ze het in 1590 waren kwijtgeraakt, kreeg de familie Van Bemmel het kasteel weer terug in bezit in 1664. In 1770 werd het verkocht en kwamen er verschillende eigenaren. Uiteindelijk kwam het in 1921 in handen van de familie Ratering Arntz.

## Bouwhistorie

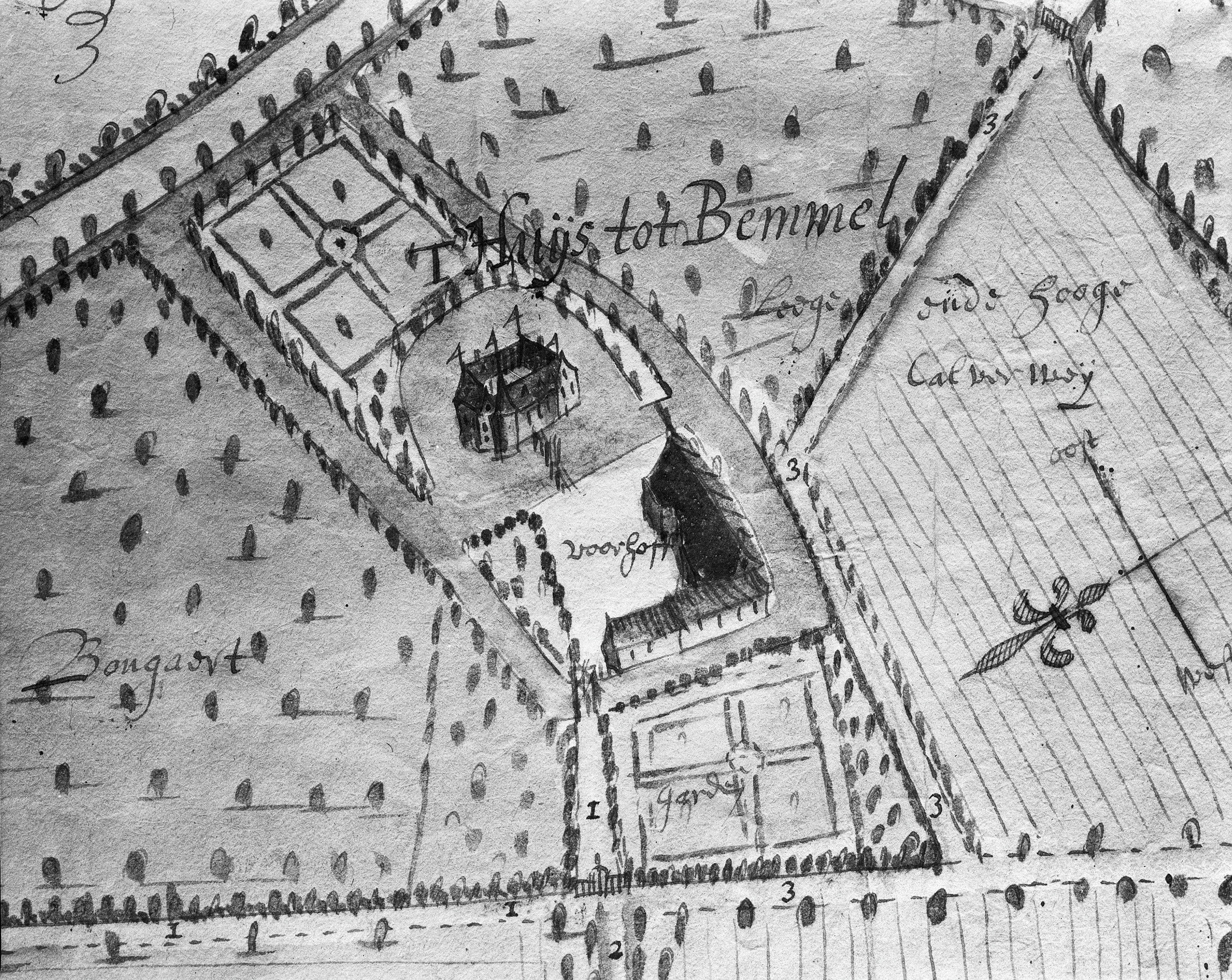
Het kasteel met de voorburcht en tuinen (1637)

Het oudste deel van het Huis te Bemmel is de 15e-eeuwse toren. Deze is waarschijnlijk op de fundamenten van een oudere voorganger gebouwd. In de 16e eeuw werden een langgerekte noordvleugel en een oostvleugel opgetrokken, waarbij de noordelijke vleugel werd gebouwd op een oudere, middeleeuwse kelder. Met de bouw van een zuidvleugel en een poort werd uiteindelijk een vierkant kasteel gerealiseerd. Het omgrachte kasteel kon via een brug worden bereikt vanuit de eveneens omgrachte voorburcht.
In de 19e eeuw werd de zuidelijke vleugel afgebroken. Hierna werd de oostvleugel ingekort en verdwenen de trapgevels. Aan het einde van die eeuw werd de gracht gedempt en werd het kasteel witgepleisterd.
Begin 20e eeuw werd het dak van de noordvleugel vernieuwd waarbij de leistenen pannen zijn vervangen door dakpannen. Tevens werd de oostvleugel voorzien van een serre en een klokkentorentje. De serre werd in 1942 vervangen door een stenen aanbouw naar ontwerp van Charles Estourgie. In de winter van 1944-1945 leed het huis enige schade door oorlogshandelingen.

## Beschrijving
Het huidige gebouw bestaat uit de langgerekte noordelijke vleugel en de ingekorte oostvleugel, beide met een zadeldak afgedekt. Beide vleugels dateren uit de 16e eeuw. Aan de westzijde staat de 15e-eeuwse vierkante toren met een 16e-eeuwse kap. Zowel de toren als beide vleugels zijn witgepleisterd.
Een groot deel van de gronden die ooit bij het Huis te Bemmel hoorden, zijn inmiddels opgegaan in de bebouwing van het dorp. Het kasteel zelf ligt daardoor op een relatief klein stuk grond.
Het voormalige koetshuis is oorspronkelijk een 18e-eeuwse boerderij en is anno 2022 in gebruik als woning.
Aalst · Aardenburg · Acquoy · Aerdt · Agistaldaburg · Ahof · Aldenhaag · Aller · Ambe · Ammersoyen · Ampsen · Andelst · Angeroyen · Appelburg · Appelse walburg · Appeltern · Arler · Baak · Babberich · Baer · Baerle · Bakerbosch · Balgoij · Barlham · Batenburg · Beek · Beerenclaauw · Bemmel · Bevervoorde · Bergh · Biljoen · Bingerden · Blankenborg (Laren) · Blankenborg · Blauwe Huis · Blokhuis (Ravenswaaij) · Boelenham · Boetselaersborg · Borculo · Boswaai · Brakel · Den Brakel · Den Bramel · Bredevoort · Broekhuizen · Bronkhorst · Bruchem · Bruinhorst · Brunsberg · Bulkestein · Bunswaard · Burcht van Tiel · Buren · De Buurse · Byland · Byvanck · Caetshage · Camphuysen · De Cannenburch · de Cloese · Coldenhove · Culemborg · Dedinckweerd · Delwijnen · Didam · Diepenbroek · Hof te Dieren · Huis Dijck · Dikke Tinne · Doddendaal · Dodewaard · Doornenburg · Doornik · Doorwerth · Dooyenburg · Dorth · Doseburg · Drakenburg · Dreumel · Druten · Duivelshuis · Eerbeek · De Ehze · Elburg · Eldrik · Emmerik · Engelenburg · Groot Engelenburg · Engelrode · Enghuizen · Enspijk · De Essenburgh · Essenpas · Est · Fokkinck · Gameren · Geerestein · Geldermalsen · De Gelderse Toren · Geldersweerd · Gellicum · Gendt · Gennepestein · Glindhorst · Goudenstein · ‘s-Grevenhoef · Groot Hell · Groenlo · Groesbeek · Huis te Groesbeek · Grunsfoort · Gulden Spijker · Hackfort · Hackforts Veenhuis · Hagen · Hagevoort · Hamerden · Hanepol · Harreveld · Harslo · Hassink · Het Haveke · Hedel · Heeckeren · De Heegh · Hees · De Heest · Hellouw · Hemmen · Hernen · Motte van Hernen · Heumen · Heusden · Hoekelum · Hoekenburg · De Hoeve · De Hof · Hof d'Ooy · Hof van Arkel · Huis het Holt · Holthuis · Het Holtslag · Ter Horst · Houberg · St. Hubertus · Huissen · Hulhuizen · Hulkestein · Hulsen · Hunneschans bij De Duno · Hunneschans bij Uddel · Jonker Bloo · 't Joppe · De Kamp · Karssenberg · Kemnade · Keppel · Kermestein · Kernhem · Kervel · Kiefskamp · De Kinkelenburg · Klein Enghuizen · Kleverburg · Kortenhoeve · Laag Helbergen · Lakenburg · Landfort · Langen · Latenstein · De Lathmer · Lathum · Ter Lede · Leegpoel · Leemcuyl · Leeuwen · Leeuwenbergh · Lensenburg · Lent · Leur · Leuvenum · Leyenburg · Lichtenvoorde · Lievenstein · Loenen · Loevestein · Loil · Loowaard · Luynhorst · Hof te Maasbommel · Magerhorst · Malburgen · Malderburcht · Malsen · Manhorst · Marhulsen · De Marsch · Marveld · Mathena · Maurik · Medel · Medestein · 't Medler · Meinerswijk · De Mellard · Mensink · Mergelp · Meteren · 't Meyerink · Middachten · Millingen · Mussenberg · Nagelhorst · Nederhagen · Nederhemert · Neerijnen · Huis Neerijnen · De Nesch · Nettelhorst · Nieuwe Blokhuis ·  Nijburg · Nijenbeek · Old Putten · Notenstein · Nye Huis · Olde Spijker · Oldenaller · Oldenhof (Driel) · Oldenhof (Heteren) · De Ooij · Oolde · Oud Oolde · Oosterhout · Ophemert · Opijnen · Oud Ampsen · Oude Blokhuis · Het Oude Loo · Oude Voorst · Oudenborch · Oud-Wisch · Huis te Overasselt · Overeng · Overhagen · Overlaar · 't Oye · Palmestein · De Parck · Persingen · Plekenpol · Ploen · Pluimenburg · Poederoijen · Poelwijck · Poelwijk · De Pol (Dreumel) · Huis de Poll (Huis te Gietelo) · De Poll (Huissen) · Pollenbering · Pollenstein · Puttenstein · Het Raasink · Ravenhorst · De Rees · Ressen · Reuversweerd · Reygersfoort · Rhijnestein · Huis Rijswijk · Rode Toren · Roode Wald · Rosande · Rosendael · Rossum · Rumpt · Ruurlo · Rijsselt · Schadewijk · Schaffelaar · Scherpenzeel · Schoonbroek · Schoonderbeek · Schoonenburg · Schuilenburg · Schuilkerke · Hof te Seelbeek · Sevenaer I · Sevenaer II · Sinderen (Oude IJsselstreek) · Sinderen (Voorst) · Slangenburg · Sleeburg · Slimsijp · De Snor · Soelen · Spaansweerd · Spaldorp · Spijk · Staverden · Sterkenburg · Swanepol · Tarthorst · Teisterbant (Kerk-Avezaath) · Teisterbant (Kerkdriel) · Ter Dicke · Tolhuis · Tolhuis (Tiel) · Tollenburg · Tongerlo · Toren van Wely · Tuil · Ubbergen · Uilenburg (Ewijk) · Uilenburg (Heteren) · Ulenpas · Ulft · Upladen · Valburg · Valkhofburcht · Valkhofpalts · Vanenburg · Varik · Hof te Varsseveld · 't Velde · Velhorst · Verwolde · Vierakker · De Voorst · Voorstonden · Vorden · Vosbergen · Vredenburg · Vredestein (Driel) · Vredestein (Ravenswaaij) · Vuren · Waardenburg · Waddestein · Wadenoijen · Waede · Wageningen · Walfort · 't Waliën · De Wardt · Watergoor · Watermeerwijk · Wayenstein (Huis te Herwijnen) · Well (Huis van Malsen) · Weijenrade · Westenburg · Westerholt · Weurt · De Wiersse · Wijenburg (Echteld) · De Wildenborch · De Wildt · Wilp · Wilperhorst · Winssen · Wisch · Wychen · Wolfswaard · Woolbeek · Yrst · IJzendoorn · Zeeland · Zilveren Spijker · Zuilichem · Zwaluwenburg · Zwanenburg (Heerde) · Zwanenburg (Megchelen)